# باشگاه فوتبال امبابانه سوالوز
باشگاه فوتبال امبابانه سوالوز یک باشگاه فوتبال اسواتینی مستقر در امبابانه است.
این باشگاه در سال ۱۹۴۸ تأسیس شد. این اولین باشگاه سوازی بود که در مرحله گروهی لیگ قهرمانان آفریقا شرکت کرد، زمانی که آنها این کار را در سال ۲۰۱۸ انجام دادند.

## افتخارات
- لیگ برتر اسواتینی: ۷ قهرمانی
- جام حذفی اسواتینی: ۴ قهرمانی
- سوپر جام اسواتینی: ۶ قهرمانی